# Хлорантові
Хлора́нтові (Chloranthaceae) — родина квіткових рослин, єдина в порядку Chloranthales. Хлорантові тісно не пов'язані з будь-якою родиною квіткових рослин і є древньою групою покритонасінних. Це кущі або багаторічні трав'янисті рослини, які зростають у Південно-Східній Азії, Тихому океані, Мадагаскарі, Центральній та Південній Америці та в Вест-Індії. Родина складається із 4 сучасних родів і приблизно 77 відомих видів. Особливістю цих рослин, як і Амбробели, є дуже примітивна будова провідної системи, а у Саркандри голої (Sarcandra glabra (Thunberg) Nakai), що зростає у Японії, вона взагалі відсутня. Вічнозелені листи розташовані парами на протилежних сторонах стебла. Невеликі квіти сидять прямо на осі суцвіття. Пелюстки відсутні в цій родині, а іноді й чашолистки. 
Плоди — кістянки або ягоди. 
Скам'янілості, віднесені до Chloranthaceae, або тісно пов'язані з цією родиною, є одними з найдавніших покритонасінних. Виявлено багато копалин раннього крейдяного періоду.